# Łękawica (gemeente)
De gemeente Łękawica is een landgemeente in het Poolse woiwodschap Silezië, in powiat Żywiecki.
De zetel van de gemeente is in Łękawica.
Op 30 juni 2004 telde de gemeente 4273 inwoners.

## Oppervlakte gegevens
In 2002 bedroeg de totale oppervlakte van gemeente Łękawica 42,23 km², waarvan:
- agrarisch gebied: 30%
- bossen: 67%

De gemeente beslaat 4,06% van de totale oppervlakte van de powiat.

## Demografie
Stand op 30 juni 2004:
| Omschrijving                   | Totaal | Totaal | Vrouwen | Vrouwen | Mannen | Mannen |
| ------------------------------ | ------ | ------ | ------- | ------- | ------ | ------ |
| eenheid                        | aantal | %      | aantal  | %       | aantal | %      |
| inwoners                       | 4273   | 100    | 2149    | 50,3    | 2124   | 49,7   |
| bevolkingsdichtheid (inw./km²) | 101,2  | 101,2  | 50,9    | 50,9    | 50,3   | 50,3   |

In 2002 bedroeg het gemiddelde inkomen per inwoner 1253,07 zł.

## Administratieve plaatsen (sołectwo)
Kocierz Moszczanicki, Kocierz Rychwałdzki, Łękawica, Łysina, Okrajnik.

## Aangrenzende gemeenten
Andrychów, Czernichów, Gilowice, Porąbka, Ślemień, Żywiec